# Emile Lauber
Emile Lauber (* auch Emil Lauber, 6. November 1866 in Luzern; † 11. November 1935 in Saint-Aubin-Sauges) war ein Schweizer Dirigent, Komponist und Musikpädagoge. Er ist der Bruder des Komponisten Joseph Lauber.

## Leben und Werk
Nach einer kaufmännischen Lehre und einer Anstellung in einer Bank in Neuenburg wandte sich Emile Lauber der Musik zu. Emile Lauber erhielt seine musikalische Ausbildung an den Konservatorien von Frankfurt am Main, Wien (in der Kompositionsklasse von Anton Bruckner) und abschließend in Paris.
Im Anschluss an sein Studium wirkte Emile Lauber als Musiklehrer am Lehrerseminar und an der Akademie in Neuenburg. Er verfasste eine Studie zum Gesangsunterricht für das Bildungs- und Erziehungsministerium. Er gründete die musikalische Monatsschrift L’Orpheus, in der vor allem volkstümliche Männerchöre veröffentlicht wurden.
Emile Lauber beteiligte sich an der Gründung der Schweizer Urheberrechtsgesellschaft. Er wirkte von 1918 bis 1925 als Sekretär und von 1925 bis 1931 als Präsident des Schweizer Tonkünstlervereins. Für dessen Feste komponierte er Festmusiken. Er sammelte in entlegenen Tälern Volksweisen, zeichnete diese auf und gab sie heraus.
Im Ersten Weltkrieg reorganisierte er das Militärmusikwesen der Schweiz. Gleichzeitig komponierte er Märsche und Stücke für Blasmusik. 1918 komponierte er das Singspiel La gloire qui chante nach Texten von Gonzague de Reynold. Er komponierte auch Klavierstücke und Chöre.